# Фли
Майкл Пи́тер Бэ́лзари (англ. Michael Peter Balzary, род. 16 октября 1962), профессионально известный как Фли (с англ. — «блоха») — австралийско-американский музыкант и актёр. Наиболее известен как бас-гитарист рок-группы Red Hot Chili Peppers. Он также выступал в составе групп Rocket Juice & the Moon, What’s This?, Fear, Jane’s Addiction, The Mars Volta и Atoms for Peace.
Известен в музыкальных кругах из-за уникальной манеры игры на бас-гитаре — быстрой, агрессивной, мелодичной и в то же время довольно оригинальной, играет пальцами, слэпом и попом (англ. slapping and popping — шлепки и щипки), также медиатором, считается одним из признанных мастеров слэпа. Признан лучшим бас-гитаристом 2010 года по версии канала BBC. В 2011 году признан одним из лучших бас-гитаристов всех времён согласно опросу, проведённому журналом Rolling Stone. В списке 50 лучших басистов всех времен редакции этого журнала занял 22-е место.

## Биография
Майкл Питер Бэлзари родился 16 октября 1962 в Маунт Вейверли, Мельбурн. В его жилах течёт венгерская и ирландская кровь. Его отец, Мик Бэлзари, был заядлым рыбаком и часто брал маленького Фли порыбачить. Когда Фли исполнилось пять лет, его семья перебралась в город Рай, штат Нью-Йорк. В 1971 году его родители развелись, а отец уехал обратно в Австралию. Фли и его братья и сёстры остались с матерью Патрицией, которая вскоре вторично вышла замуж за джазового музыканта Уолтера Абдула Урбана.
Отчим Фли, Уолтер Абдул Урбан (1941—2011), часто приглашал в свой дом музыкантов и устраивал джем-сессии. Затем семья опять переезжает в Лос-Анджелес, где Фли страстно увлекается игрой на трубе. В те времена рок-музыка его совершенно не интересовала; он поклонялся таким джазовым музыкантам как Майлс Дэвис, Луи Армстронг и Диззи Гиллеспи. Его отчим был «агрессивным алкоголиком», который однажды даже вступил в перестрелку с полицией. Фли позже признавался: «Меня растили в доме, полном насилия и алкоголя. Я рос в страхе перед родителями, в особенности перед отцом. Это принесло мне немало проблем в жизни». Для того, чтобы справиться с давлением Фли начал курить марихуану в 13 и скоро стал заядлым курильщиком.
В подростковом возрасте увлёкся фанком, начинает слушать такие группы, как Parliament-Funkadelic, Defunkt, The Meters, Sly and the Family Stone и Джеймса Брауна. Его новым кумиром становится Джими Хендрикс.

## Карьера
Во время учёбы в школе Майкл познакомился с Энтони Кидисом. Их любимым занятием были прыжки в бассейны с крыш высоких голливудских зданий. Anthym (позже переименованная в What Is This?), которую основали Джек Айронс и Хиллел Словак, стала первой группой в музыкальной карьере Фли и Кидиса. В её составе Фли играл на бас-гитаре, которую раньше и в руки не брал. Спустя некоторое время музыкант покинул What Is This? ради другой лос-анджелесской группы Fear, игравшей хардкор-панк.
Однажды Энтони Кидиса попросили придумать какой-нибудь необычный номер для шоу в одном из клубов Лос-Анджелеса. В итоге, Энтони наложил стих собственного сочинения на мелодию Майкла, написанную в жанре фанк. Так появилась их первая песня — «Out In LA». Хиллел Словак и Джек Айронс также согласились принять участие в выступлении. Публика была в восторге, несмотря на то, что музыканты даже не репетировали.

После этого концерта молодые люди решили выступать совместно. Свою новоиспеченную группу они назвали Tony Flow and the Miraculously Majestic Masters of Mayhem, однако через некоторое время она была переименована в Red Hot Chili Peppers. Это название, по словам Фли, лучше описывало их музыку.
«Быть членом группы Red Hot Chili Peppers — значит быть свободным: ты не связан в выборе стиля, тебе никто не навязывает своего мировоззрения, своих категорий. Это твой образ жизни, который выражается и в том, как ты смотришь, и в том, как ты разговариваешь и как ты себя ведёшь. И тот, кто сознательно придерживается рок-н-ролльных клише в своем образе жизни, просто не впишется в Red Hot Chili Peppers, а тот, кто по-настоящему страстно любит музыку, сможет стать членом RHCP». 
«С момента основания этой группы в неё был заложен импульс движения вперёд. Мы расширяемся, учимся, совершенствуемся в игре, в композиции. Мы растём и узнаём о жизни больше, переносим это в музыку, и наша музыка становится богаче. Мы учимся, но и не теряем прошлого опыта».

## Личная жизнь

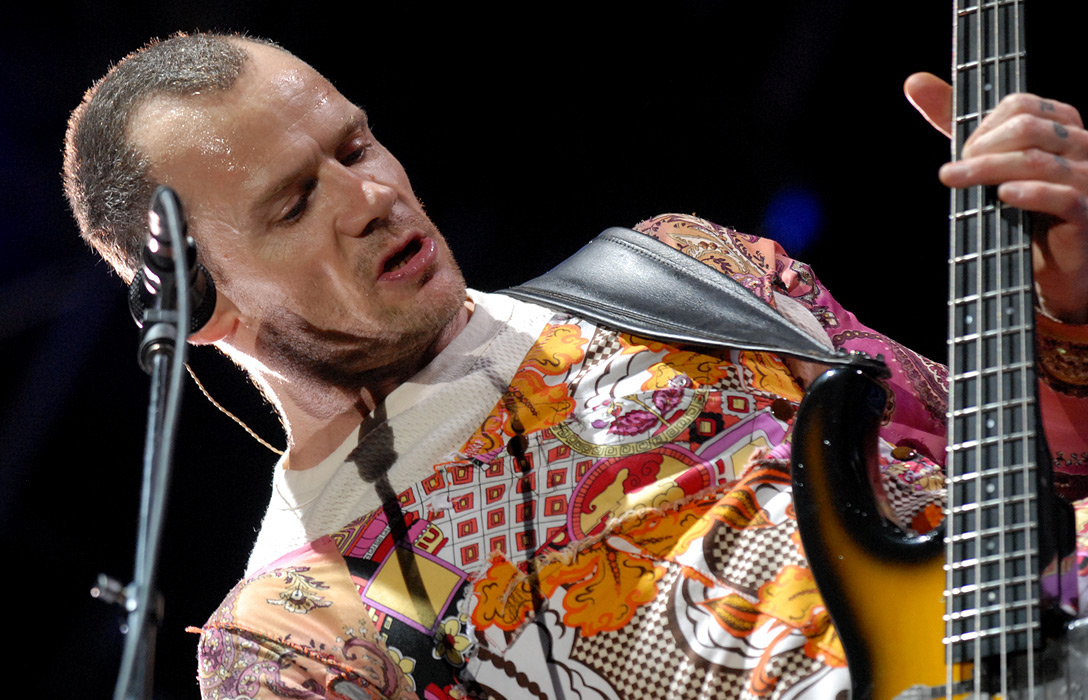
Фли на фестивале «Oxegen» в 2006 году.

В 1985 году Фли женился на Лоеше Зивар. В знак своей любви он даже сделал татуировку в виде её имени на груди рядом с сердцем. 16-го сентября 1988 года у них родилась дочь Клара. Но брак долго не продержался. Во второй раз Фли женился на модели Фрэнки Рэйдер в 2005 году. В этом же году у них родилась дочь Санни Бибоп Бэлзари. В одном из интервью Фли сказал: «Забавно слышать, как люди говорят вот это классическое родительское: „Я привёл вас в этот мир, я дал вам жизнь!“ Знаете, я думаю совершенно наоборот. Мои дети дали мне жизнь. Они дали мне смысл». (англ. It's funny how you always hear people saying that classic parent attitude of, 'I brought you into this world, I gave you life!' You know, it's just, I think, completely the opposite. My kids gave me life. They gave me a reason.).
В октябре 2019 года Фли женился на дизайнере Мелоди Эхсани.

## Фильмография
| Год       |    | Русское название                             | Оригинальное название                      | Роль                            |
| --------- | -- | -------------------------------------------- | ------------------------------------------ | ------------------------------- |
| 1983      | ф  | Пригород                                     | Suburbia                                   | Раззл                           |
| 1986      | ф  | Столкновение                                 | Thrashin'                                  | в роли самого себя              |
| 1987      | ф  | Стиляги                                      | Dudes                                      | Майло                           |
| 1987      | ф  | Меньше, чем ноль                             | Less Than Zero                             | один из музыкантов              |
| 1988      | ф  | Голубая игуана                               | The Blue Iguana                            | Флойд                           |
| 1989      | ф  | Назад в будущее 2                            | Back to the Future Part II                 | Дуглас Нидлз                    |
| 1990      | ф  | Назад в будущее 3                            | Back to the Future Part III                | Дуглас Нидлз                    |
| 1991      | с  | Зомбоящик                                    | The Idiot Box                              | Маггер                          |
| 1991      | ф  | Моторама                                     | Motorama                                   |                                 |
| 1991      | ф  | Мой личный штат Айдахо                       | My Own Private Idaho                       | Бадд                            |
| 1992      | ф  | Дорожные небылицы                            | Roadside Prophets                          |                                 |
| 1993      | ф  | Зятёк                                        | Son in Law                                 | татуировщик                     |
| 1994      | ф  | Погоня                                       | The Chase                                  | Дейл                            |
| 1996      | в  | Поцелуй на удачу                             | Just Your Luck                             | Джонни                          |
| 1998—2004 | мс | Дикая семейка Торнберри                      | The Wild Thornberrys                       | Донни Торнберри                 |
| 1998      | ф  | Большой Лебовски                             | The Big Lebowski                           | Дитер                           |
| 1998      | ф  | Страх и ненависть в Лас-Вегасе               | Fear and Loathing in Las Vegas             | музыкант                        |
| 1998      | ф  | Психоз                                       | Psycho                                     | Боб Саммерфилд                  |
| 1999      | ф  | Покер лжецов                                 | Liar's Poker                               | Фредди                          |
| 2000      | мф | Ген 13                                       | Gen 13                                     | Гранж / Эдвард Ченг             |
| 2001      | мф | Дикая семейка Торнберри: Происхождение Донни | The Wild Thornberrys: The Origin of Donnie | Донни Торнберри                 |
| 2002      | мф | Дикая семейка Торнберри                      | The Wild Thornberrys Movie                 | Донни Торнберри                 |
| 2003      | мф | Карапузы встречаются с Торнберри             | Rugrats Go Wild                            | Донни Торнберри                 |
| 2011      | мф | Другое слово на букву «П»                    | The Other F Word                           | в роли самого себя              |
| 2014      | ф  | Совсем низко                                 | Low Down                                   | Хоббс                           |
| 2017      | мс | Гриффины                                     | Family Guy                                 | в роли самого себя              |
| 2017      | ф  | Между нами музыка                            | Song to Song                               | в роли самого себя              |
| 2017      | ф  | Малыш на драйве                              | Baby Driver                                | Эдди                            |
| 2018      | ф  | Стёртая личность                             | Boy Erased                                 | Брэндон                         |
| 2019      | мф | История игрушек 4                            | Toy Story 4                                | диктор                          |
| 2019      | ф  | Квин и Слим                                  | Queen & Slim                               | Шеперд                          |
| 2022      | ф  | Вавилон                                      | Babylon                                    | Боб Левин                       |
| 2022      | с  | Оби-Ван Кеноби                               | Obi-Wan Kenobi                             | Вект Нокру: охотник за головами |

## Дискография

### Atoms for Peace
- Amok (альбом Atoms for Peace)

### Сольные работы
- «I’ve Been Down», в саундтреке к фильму Дневники баскетболиста
- Helen Burns (2012 EP)

### Collaborations
- «#1 da Woman» by Tricky
- «Baby Can’t Drive» by Slash with Alice Cooper, Nicole Scherzinger and Steven Adler
- «Barcelona» by Jewel
- «Bleed for Something Beautiful» by Keith Caputo
- «Bust a Move» by Young MC
- De-Loused in the Comatorium by the Mars Volta (selected tracks)
- The Empyrean by John Frusciante
- «Note to a Friend» by Aleka's Attic
- Concert Series Volume 1 by Axis of Justice (selected tracks)
- «Freeway» by Porno for Pyros with Dave Navarro
- «Gimme Shelter» by Patti Smith
- «Hardcharger» by Porno for Pyros with Dave Navarro
- «Hard Life Easy» by Satellite Party
- Wednesday: Modern Folk and Blues by Bob Forrest (2006)
- «Heart of Gold» by Johnny Cash
- «Hell Broke Luce» by Tom Waits
- «I Come Off» by Young MC
- «I Make My Own Rules» by LL Cool J with Dave Navarro
- «Idiots Rule» by Jane's Addiction with Angelo Moore and Christopher Dowd
- «Ill Wind» by Michael Brook with James Pinker Pinkerelly, Jimmy Scott, and Michael Stipe
- «It’s A Rockin World» by Joe Strummer with Tom Morello, Benmont Tench, DJ Bonebrake, and Nick Hexum
- «Leave My Monkey Alone» by Warren Zevon
- «Kettle Whistle» by Jane's Addiction
- «Miranda that Ghost Just Isn’t Holy Anymore» by the Mars Volta
- Momentum by Joshua Redman
- «Narcissus» by Alanis Morissette
- «The Odyssey» by Incubus
- «Raised Right Men» by Tom Waits
- Rocketjuice and the Moon by Rocket Juice & the Moon
- «So What!» by Jane's Addiction
- «Spiritual» by Johnny Cash with Curt Bisquera
- «War» by Bone Thugs-n-Harmony with Henry Rollins and Tom Morello
- «The Widow» by the Mars Volta
- «What’ll I Do (Remix)» by Janet Jackson (Remixed by Flea, Chad Smith & Dave Navarro)
- «White Rabbit» by Patti Smith with Tom Verlaine
- «You Oughta Know» by Alanis Morissette with Dave Navarro
- «Grease the System» by Banyan with John Frusciante
- «Roadhouse Blues» by the Doors with John Lee Hooker and DJ Bonebrake, on the tribute album Stoned Immaculate: The Music of The Doors .
- Antemasque by Antemasque